# ドルーの戦い
ドルーの戦い （Bataille de Dreux）は、1562年12月19日に起きた、ユグノー戦争に含まれる戦い。アンヌ・ド・モンモランシーがカトリック同盟軍を、コンデ公ルイ1世がユグノー軍を率いた。一般的にユグノー戦争で最初の会戦とされる。11月まで、ユグノー軍はパリ周辺に攻撃を試みていたが、兵力の不足から首都を包囲するまでには行かなかった。12月中旬になるとスイスとドイツからの傭兵で補強されたカトリック同盟軍の反撃を避ける為、コンデ公とコリニー提督は撤退を決断し、南進を開始した。しかし、あらゆる先発隊や斥候の類を配置していなかったというコンデ公の先見性を欠いた過ちによって、ユグノー軍はドルーへ向かう途上でカトリック軍と激突した。両軍とも同数の騎兵隊を抱えていたが、カトリック同盟軍には敵軍より多い歩兵と優れた組織という利点があった（ただし、敵軍より指揮官が優れていた訳ではない）。戦闘が始まる前、両軍は2時間あまり互いに向かい合っていた。ラ・ヌーは自身の論文において、何も動きが無かった二時間について『2つのフランス軍が対峙したのは、この100年間で初めてのことだった。兄弟、友人が敵味方に分かれており、戦争が始まればそれが大きな悲劇となることが疑いもないからだった。』と述べている。
中央は槍兵の方陣で、彼らに守られて火縄銃を抱えた兵たちが構えていた。槍兵方陣の第一列は低くかがみ、その後ろの槍兵たちは敵騎兵の突撃に対抗する為に槍を低く構えていた。火縄銃部隊は援護のために突進しなければならなかった。彼らは正面と横から騎兵隊によって攻撃された。右の絵は戦闘時全体から見た詳細である。戦闘の最高潮はブランヴィルという小さな村で、カトリック同盟軍の左翼がコリニー提督の騎兵隊によって潰走せしめられ、モンモランシー将軍が捕縛された時であった。ユグノー軍は勝利を確信した。だが、カトリック同盟軍の右翼は互角以上の戦いを繰り広げた。ギーズ公が自身の騎兵と歩兵の予備を持ち出す前に、コンデ公の騎兵隊は密集方陣を組んだスイス槍兵と無駄な戦闘をおこない疲労してしまった。両軍は互いに8000名の兵士を喪失し、ユグノー軍の生き残りはコリニーの指揮で無事に退却した。カトリック同盟軍のモンモランシー将軍とユグノー軍を率いたコンデ公がそれぞれ捕虜となったのは皮肉な出来事であった。彼らは軍全体の司令官というより、最前線の騎兵隊長のように行動していた（モンモランシーもコンデ公も無能であった）。モンモランシーは70歳を越えていたが、それでも騎兵集団の突撃を指揮していたのである。